# Eustachys retusa
Eustachys retusa är en gräsart som först beskrevs av Mariano Lagasca y Segura, och fick sitt nu gällande namn av Carl Sigismund Kunth. Eustachys retusa ingår i släktet Eustachys och familjen gräs. Inga underarter finns listade i Catalogue of Life.

## Bildgalleri

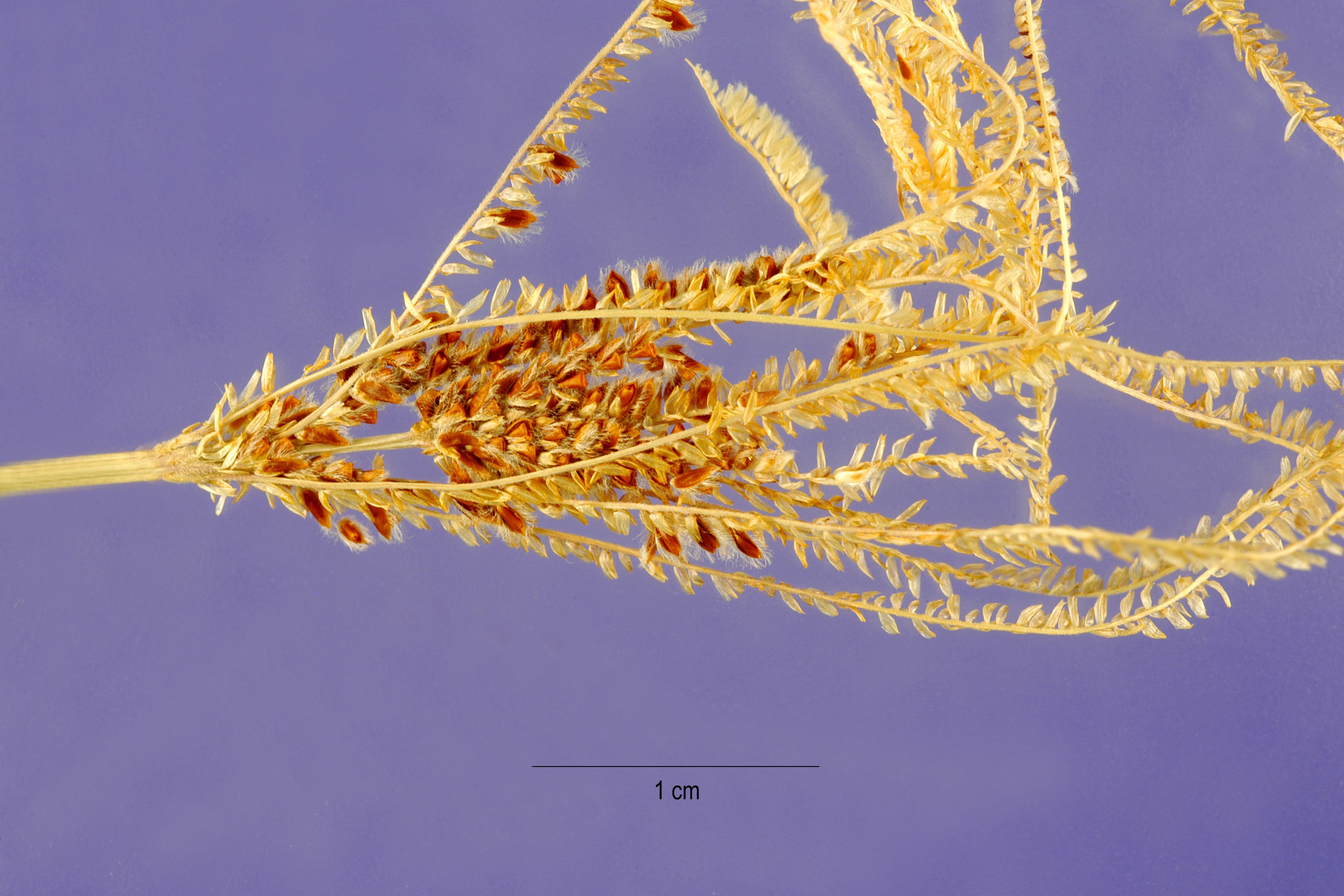
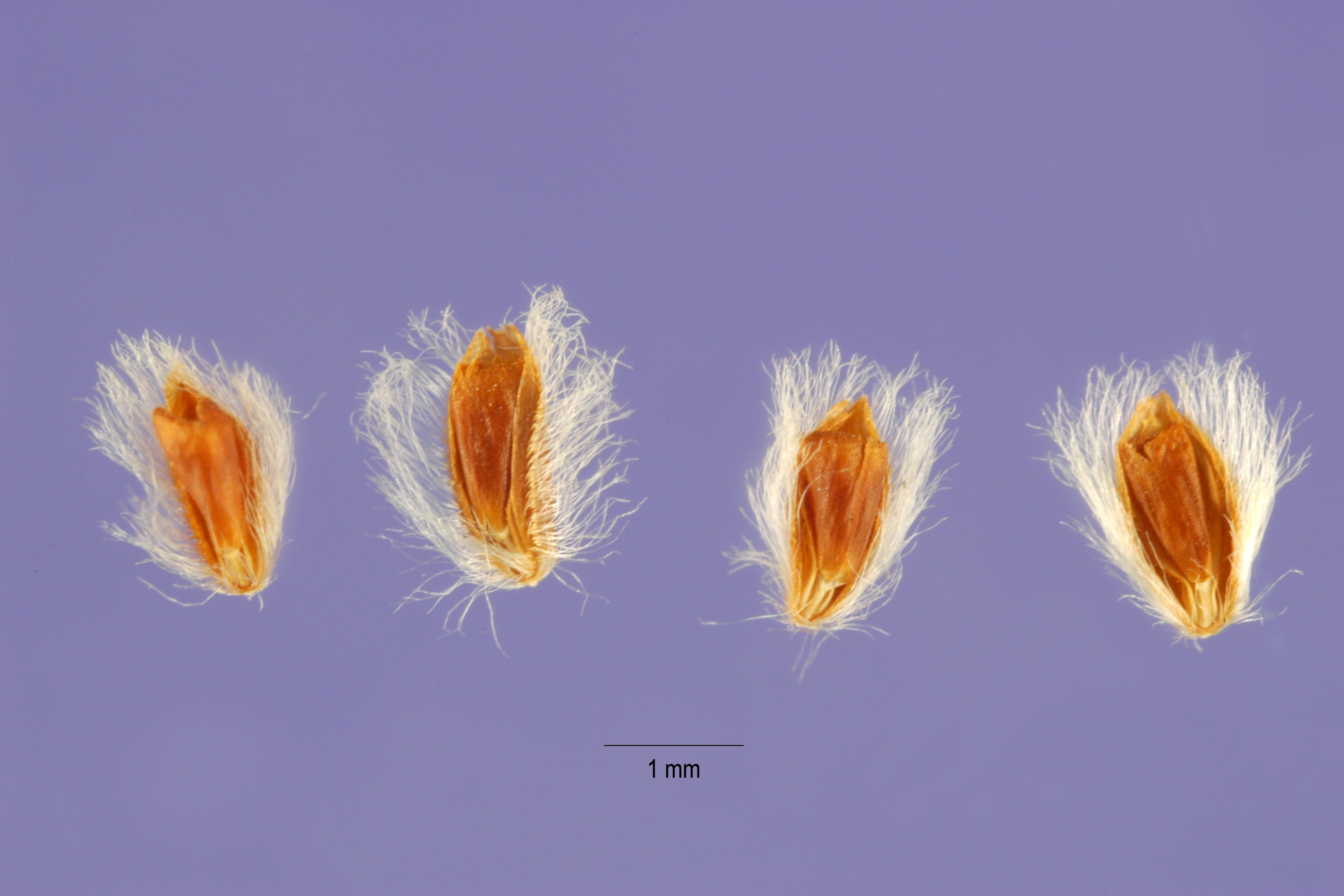